# Фрэйкс, Рэндалл
Рэндалл Фрэйкс (англ. Randall Frakes; род. 8 июня 1949, Санта-Клара, Калифорния, США) — американский писатель-фантаст и киносценарист. Наиболее известен как автор романов-новеллизаций по фильмам своего друга Джеймса Кэмерона «Терминатор» и «Терминатор-2: Судный день».
Родился в семье актёра. С детства увлёкся фантастикой и кино, в школьные годы снимал любительские кинофильмы и пробовал писать рассказы. Во время прохождения военной службы в Западной Европе работал редактором армейской газеты 16-го батальона связи. За острый репортаж, посвящённый расследованию злоупотреблений в лагере для заключённых в «Мангейме, получил премию по журналистике Звёзды и полосы». После армии обучался киномастерству в Колумбийском колледже Лос-Анджелеса, получив диплом по специальности создание сценариев и производство фильмов. Публиковал рассказы и повести в журналах «Аналог», «Фэнтэзи энд сайенс фикшн» и «Фантэстик». Работу в киноиндустрии начал на студии Роджера Кормана, в качестве оператора по созданию спецэффектов.
С Кэмероном Фрэйкс познакомился в колледже. Момент знакомства он описывает следующим образом:

Джим был на занятиях по психологии в колледже, которые посещала в то время и моя подружка, замечательный человек. Он попытался с ней познакомиться, и она сказала ему, что ему нужно встретиться со мной, потому что мы «говорили одни и те же разговоры». Итак, через двор шёл этот бородатый похожий на викинга чувак с моей девушкой. Она знакомит меня, и я сразу понимаю две вещи: этот парень — гений, и мы с ним будем друзьями.
Оригинальный текст (англ.)Jim was in a psych class in college that my girl friend at the time, a wonderful person, was also attending. He tried to pick her up, and she told him he needed to meet me, because we “talked the same talk”. So here comes this bearded Viking-looking dude with my girl across the quad. She introduces me and I realize immediately two things: this guy is a genius, and he and I were going to be friends.

В 1978 году Кэмерон, Фрэйкс и их друг Уильям Вишер сняли на 35-мм плёнку короткометражный фильм «Ксеногенезис», в котором Фрэйкс и Кэмерон вместе стали режиссёрами и сочинили сценарий, а Вишер сыграл главную роль — киборга Раджа. Эта работа стала единственной для Фрэйкса в качестве режиссёра. В дальнейшем Фрэйкс и Вишер были теми, с кем Кэмерон обсуждал замысел «Терминатора». Литературную обработку первого фильма Фрэйкс и Вишер написали совместно (Вишер был автором некоторых диалогов, звучавших в фильме, и Фрэйкс уступил ему право описать сцены, касающиеся Риза и войны будущего, а на себя взял сцены, касающиеся Сары и Терминатора). Книга по второму фильму была написана Фрэйксом целиком. Причастность к работе над фильмами и схожесть во взглядах позволили создать вдохновляющие романы, в полной мере соответствующие уровню и духу первоисточника. Точное следование сюжетной канве фильмов сочетается в них с аккуратно добавленными запоминающимися деталями, в которых немного расширяется «мифология вселенной», раскрываются обстоятельства действия и внутренний мир героев, что позволяет глубже понять замысел фильмов.
Со 2-й пол. 80-х известен как автор сценариев к фильмам категории Б. Продолжал участвовать во всех проектах Кэмерона в качестве консультанта.
Работы
- Ксеногенезис (1978 короткометражка), сценарий, режиссёр и продюсер (с Джеймсом Кэмероном )
- Битва за пределами звёзд (1980), дополнительный фотограф
- Побег из Нью-Йорка (1981), фотографические эффекты
- Галактический террор (1981), фотографические эффекты
- Последние тридцать дней свободы, неэкранизированный сценарий
- Детлок, неэкранизированный сценарий
- Терминатор (1984, ISBN  0-553-25317-4), новеллизация (с Уильямом Вишером)
- Роллеры будущего (1986), сценарий
- Чужие (1986), эффекты синтезатора
- Переполох в городе жаб (1987), автор сюжета, сценарий и продюсер
- Воины крутящегося клинка: Взять силой (1989), сценарий (как Lloyd Strathern) и тексты песен
- Дипломатический иммунитет (1991), сценарий
- Терминатор 2: Судный день (1991, ISBN  0-553-29169-6), новеллизация
- Убей, убей, убей досыта! (1993), сценарий, продюсер
- Правдивая ложь (1994) (автор сюжета, совместно с Джеймсом Кэмероном)
- Мистическая сила (видео, 1994), сценарий
- Титаник: Иллюстрированный сценарий Джеймса Кэмерона (1999, ISBN  0-06-095307-1) автор
- Месть из прошлого (2000), сценарий
- Жертвоприношение (ТВ, 2000), сценарий
- Жертва Дьявола (2001), сценарий
- Инстинкт убийцы (2001), сценарий
- Украсть Кэнди (2002), сценарий
- Плохая карма (2002), сценарий
- Глубинные империи (2011), сценарий